# Chava Lifshitz
Chava Lifshitz, geboren als Eva Wolf (* 26. März 1936 in Wien; † 1. März 2005 in Jerusalem) war eine österreichisch-israelische Chemikerin, die besonders für ihre Beiträge zur Massenspektrometrie und zur Gasphasenchemie von Ionen bekannt wurde.

## Leben
Lifshitz wurde als Eva Wolf in eine Familie des gehobenen Bürgertums geboren; ihr Vater, Salomon Wolf (später Shlomo Wolf) war Anwalt in Wien. Nach dem „Anschluss“ Österreichs an Nazi-Deutschland im Jahr 1938 gelang es ihrer Familie, nach Palästina auszuwandern, das seinerzeit britisches Mandatsgebiet war. Dort hebräisierte sie ihren Vornamen von „Eva“ zu „Chava“. Chava Lifshitz war eine begabte Schülerin; sie wuchs auch in Israel nach europäischen Traditionen auf, inklusive Klavierstunden durch den israelischen Komponisten Paul Ben-Haim.
Ab 1953 studierte Chava Lifshitz Chemie an der Hebräischen Universität Jerusalem; dies geschah im Rahmen eines israelischen Programms, das ein Studium mit der Ableistung des Militärdienstes verband. Sie absolvierte ihren Master-Abschluss im Jahr 1958 und promovierte 1961 zum Ph. D. mit einer Dissertation zum Thema Isotope Effects in the Radiation Chemistry of Aqueous Solutions unter der Anleitung von G. Stein. An der Hebräischen Universität lernte sie ebenfalls ihren Mann Assa Lifshitz kennen.
Anschließend verbrachte sie zwei prägende Jahre an der Cornell University bei dem Massenspektrometrie-Pionier Franklin Asbury Long. 1963 kehrte sie wieder an die Hebräische Universität Jerusalem zurück, wo sie Karriere machte und im Alter von 40 Jahren zur Professorin berufen wurde.

## Familie
Mit ihrem Mann Assa Lifshitz hatte sie drei Kinder, den Sohn Ron und die Töchter Donna und Orna. Das Paar hatte etwa ein halbes Dutzend Enkelkinder. Chava Lifshitz starb an einem langjährigen Krebsleiden. Die ersten Prognosen der Ärzte hatte sie aber lange Zeit überlebt; ihre Tochter Orna berichtete bei einer Trauerfeier, dass sie fünf Jahre alt gewesen sei, als Ärzte Chava Lifshitz noch eine Lebenszeit von fünf Jahren gaben. Sie habe diese Prognose um mehr als zwei Jahrzehnte überlebt und war bis zuletzt aktiv. Noch zwei Monate vor ihrem Tod erhielt sie eine Zusage für eine Forschungsförderung.

## Wissenschaftliche Arbeiten
Chava Lifshitz und ihre Arbeitsgruppe leisteten wichtige Beiträge in der Massenspektrometrie als Messtechnik (ebenso zur Elektrospray-Ionisation und zur Laser-Desorptionsspektrometrie) aber auch zur Gasphasenchemie von Ionen (Reaktionsdynamik, Elektronen- und Photoionisation, Gasphasenchemie von Clustern und Fullerenen und zuletzt von kleinen Peptiden). Eine langjährige Kooperation verband sie unter anderem mit dem deutschen Chemiker Helmut Schwarz von der TU Berlin. Sie war Autorin von etwa 250 wissenschaftlichen Originalarbeiten, die in führenden Zeitschriften erschienen.

## Preise
- Kolthoff Prize (Technion 1985),
- Max-Planck-Forschungspreis 1991, gemeinsam mit Helmut Schwarz
- Preis der israelischen chemischen Gesellschaft 2003

## Akademische Ämter an der Hebräischen Universität und in Israel
- Leiterin der „Chemistry Studies Division“ (1972–1976)
- Leiterin des „Tenure Committee in the Experimental Sciences“ (1984–1985)
- Mitglied des israelischen „Council for Higher Education“ (Israel, 1986–1991)
- Leiterin des Physical Chemistry Department (1989–1992)
- Mitglied des „High Committee for Science and Technology“ (die sogenannte „Harari Commission“, 1991–1992)
- Leiterin des „Institute of Chemistry“ (1994–1997)

## Festschrift
- Chava Lifshitz Festschrift of the International Journal of Mass Spectrometry and Ion Processes; Foreword by Profs. Robert C. Dunbar and Tilmann Märk (1997)

## Bücher
- Chava Lifshitz, Julia Laskin: Principles of Mass Spectrometry Applied to Biomolecules, Wiley-Interscience Series on Mass Spectrometry, 1. Edition October 2006, ISBN 978-0-471-72184-0.